# Он живёт ночью
«Он живёт ночью» (кит. трад. 夜驚魂, палл. Е цзин хун, англ. He Lives by Night) — гонконгская комедия с элементами ужасов 1982 года, режиссёр Люн По-Чи. Главные роли в фильме исполнили Сильвия Чан, Эдди Чань, Кент Чэн, Саймон Ям. 
Картина получила 3 номинаций на 2-й Гонконгской кинопремии. В категориях "Лучшая операторская работа" и "Лучший монтаж" фильм завоевал главные награды. 

## Сюжет
Психопат-маньяк (Эдди Чань) убивает женщин их же собственными чулками одну за другой. Расследовать дело поручают двум детективов (Кент Чэн и Саймон Ям), но у них не получается выйти на след преступника. В этом деле им помогает Сисси (Сильвия Чан), ведущая ночной программы на популярной радиостанции, которую заинтересовала новость о маньяке.

## В ролях
- Сильвия Чан — Сисси, радиоведущая
- Эдди Чань — Эдди Вонг, маньяк
- Кент Чэн — Дракон, детектив
- Саймон Ям[англ.] — Вонг, детектив
- Элейн Джин[англ.] — Нэнси
- Эрик Цан — грабитель в магазине

## Награды и номинации
| Награды                    | Награды                    | Награды              | Награды   |
| Кинопремия                 | Категория                  | Лауреат / претендент | Результат |
| -------------------------- | -------------------------- | -------------------- | --------- |
| 2-я Гонконгская кинопремия | Лучшая операторская работа | Артур Вонг           | Победа    |
| 2-я Гонконгская кинопремия | Лучшая работа художника    | Оливер Вонг          | Номинация |
| 2-я Гонконгская кинопремия | Лучший монтаж              | Тони Чоу             | Победа    |